# Fête de trop
Singles de Eddy de Pretto
Kid
(2017)
Fête de trop est un single d'Eddy de Pretto, sorti le 30 juin 2017.

## Classement
| Classement (2017-18)                           | Meilleure position |
| ---------------------------------------------- | ------------------ |
| Belgique (Wallonie Ultratip Bubbling Under 50) | 20                 |
| France (SNEP)                                  | 13                 |

## Certification
| Pays   | Organisme | Certification | Seuil                            |
| ------ | --------- | ------------- | -------------------------------- |
| France | SNEP      | Or            | 10 millions d'équivalent streams |